# Trim
Den här artikeln behandlar den irländska orten. För justeringstermen se Trimning.
Trim (iriska: Baile Átha Troim) är en ort i grevskapet Meath på Irland. Trim var tidigare administrativ huvudort i grevskapet men idag har Navan fått den uppgiften. År 2002 hade Trim totalt 5 894 invånare.

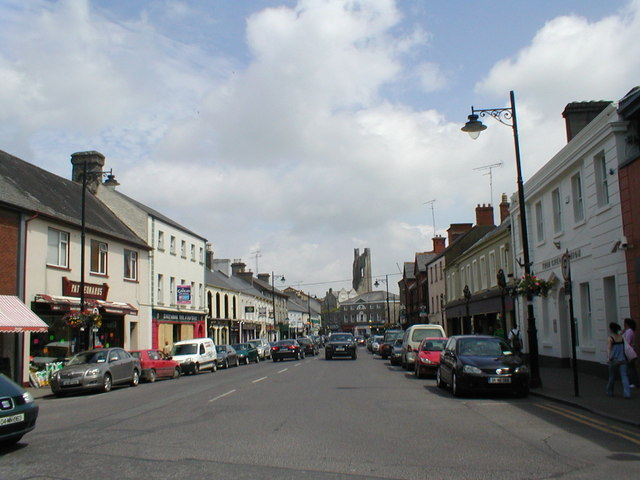
Trim

Trim ligger 60 meter över havet vid floden Boyne och var en av de viktigaste orterna under medeltiden. Under 1400-talet möttes parlamentet i Trim och Arthur Wellesley Wellington föddes i närheten av orten. 